# Abylai Khan
Abylai Khan fou kan de l'Horda Mitjana del Kanat Kazakh. Era un príncep kazakh, la genealogia del qual s'ha perdut però era probablement descendent de Shigai Khan (1580-1582). El 1741 fou fet presoner pels jungars però alliberat el 1744 mercès a les gestions del major Müller, enviat rus davant el kan jungar Galdan Chereng.

## Biografia

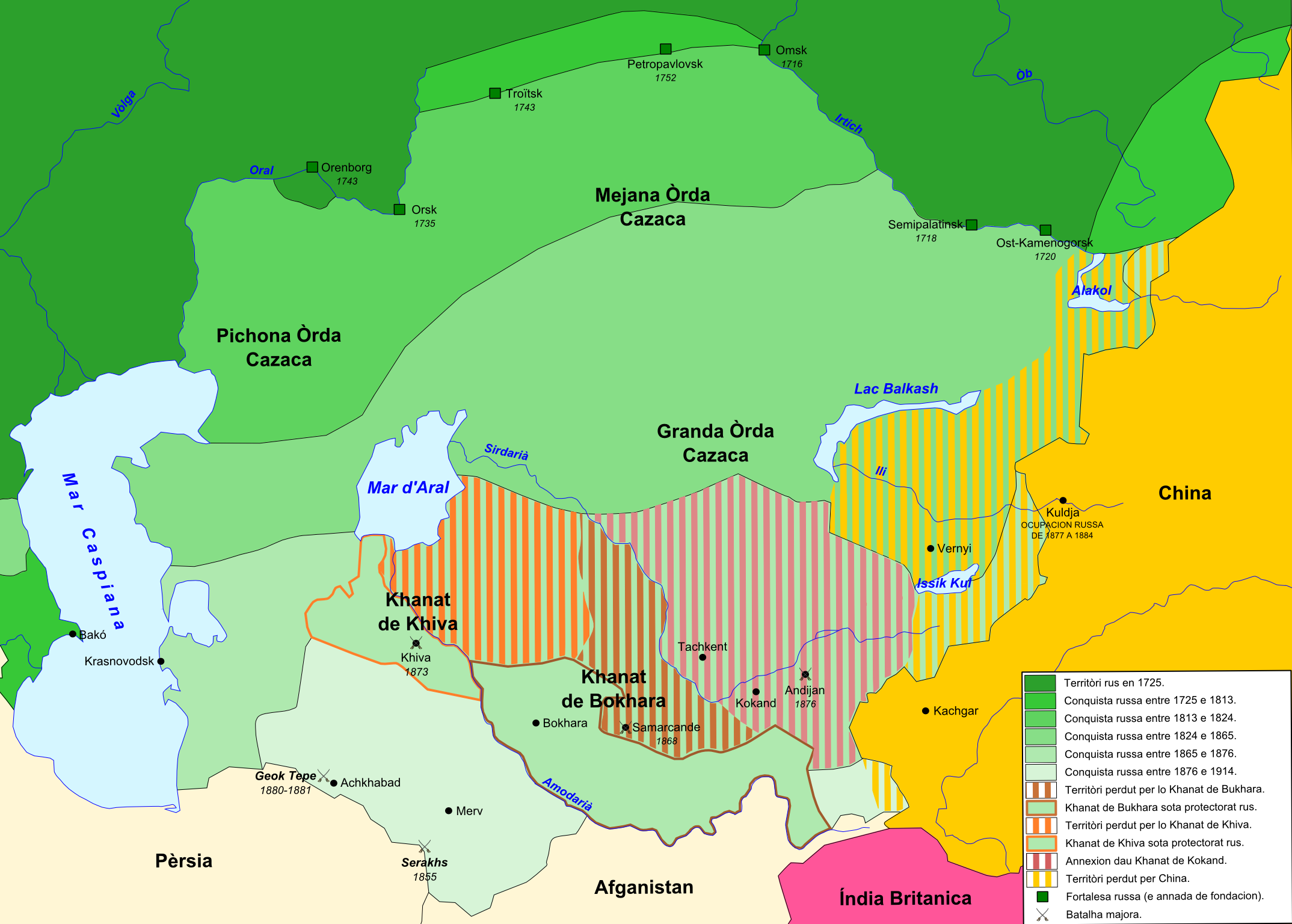
Expansió russa a l'Àsia central

El 1749 Abilmambet Khan es va retirar a Turquestan i va governar sobre la Gran Horda i alguns clans de l'Horda Mitjana; algun d'aquests clans, i altres que obeïen a Burruk o Borrak Khan, mort el 1749, van aclamar com a kan a Sultan Kučuk, germà de Borrak. No obstant aquesta elecció no fou confirmada per Rússia i llavors va demanar suport als jungars. Abylai o Ablai Khan representava per contra la política pro-russa, especialment després d'una greu derrota kazakh a les muntanyes Ulugh Dagh a mans dels jungars el 1751; el 1754 estaven tant pressionats pels jungars que molts kazakhs de l'Horda Mitjana van demanar permís per anar a residir a territori rus amb les seves dones i fills; alguns van rebre terres frontereres al Uisk.
Però el 1757 els jungars foren destruïts pels xinesos: Tawatsi (Dawa Achi) fou enderrocat i Amursana (1755-1757) instal·lat al tron pels xinesos, però el 1756 es va revoltar i un fort exèrcit xinès fou enviat contra ell i es va refugiar en territori kazakh i Abylai li va donar cavalls i escorta, amagant als generals xinesos el lloc on estava; però als generals els prometia que el capturaria i l'entregaria si no havia arribat a territori rus. El general xinès Taltanga el va empaitar per territori kazakh seduït per les promeses dels kazakhs; progressivament els seus soldats van anar desertant i finalment es va haver de retirar; el seu general Hoki va morir en lluita, i diversos caps calmucs (Nima, Payar, Sila, Mangalik i altres) que havien participat en la revolta contra Amursama, van córrer la mateixa sort. Els xinesos llavors van preparar dos exèrcits que van marxar sota la direcció dels generals Fute i Chao Hoei; el primer va anar a les terres dels kazakhs on va sotmetre a diverses tribus castigant severament a les que si li resistien, fent molts presoners; els caps kazakhs foren enviats a Pequín on foren executats per haver falsejat la seva submissió en la campanya de Taltanga. Quan l'exèrcit xinès fou victoriós, Abylai es va posar clarament del seu costat, va col·laborar a la lluita contra els jungars i es va reconèixer vassall dels Qing. L'emperador xinès li va enviar un calendari amb les condicions en què havia acceptat la subjecció (vers 1757). No obstant les seves relacions amb Rússia feien complicat un canvi tant total. El 1758 Abylai Khan va fer una incursió a les fronteres russes i va capturar 220 tàtars del districte de Kuznetz, coneguts com a Dvoedantzy ("els que paguen doble tribut" perquè en ser veïns de jungars i russos pagaven tribut als dos). Una part de l'Horda Mitjana va emigrar cap a l'est i va ocupar territoris que abans tenien els jungars.
Des del 1757 Abylai apareix a les llistes de prínceps tributaris dels xinesos. Abylai va escriure als russos aclarint que la seva submissió als xinesos havia estat involuntària i que estava disposat a lluitar al seu costat quan fos necessari; l'emperadriu va acceptar l'explicació. En aquest temps encara es titulava Sultan perquè mai havia estat elegit i el kan nominal era encara Abilmambet Khan. Però ja molts kazakhs l'anomenaven com a kan i va acabar adoptant aquest títol sense autorització dels russos, el que va molestar a aquests, que consideraven als kazakhs de l'Horda Mitjana com els seus subjectes. Els russos li van suggerir sol·licitar formalment el títol i enviar un dels seus fills com a ostatge, com havia fet Nurali Khan de l'Horda Petita o Jove (i li havia estat concedida una pensió). Abylai va rebre aquest suggeriment fredament. D'altra banda els russos van saber llavors que Abilmambet Khan encara estava viu.
El 1760 els kazakhs de l'Horda Mitjana van atacar els buruts o kirguisos salvatges i els van castigar durament; també van fer algunes depredacions a Jungària (jungària). Els xinesos es van queixar a Abylai i van exigir la devolució del botí, petició reforçada amb l'enviament d'un exèrcit. Els kazakhs llavors van acceptar les peticions xineses i encara van retornar als russos un nombre de baixkirs i uns tàtars anomenats barabinski que tenien presoners.
La política russa consistia a separar a Abylai de la submissió a la Xina i el 1762 es van enviar regals als notables kazakhs i es van construir estables i postes de carros prop de la frontera; a més es va construir un petit palau emmurallat per ús del mateix kan; aquest palau fou construït enfront del fort de Petropavlovsk. A pujar al poder l'emperadriu Caterina II de Rússia (9 de juliol de 1762) Abylai, el príncep Aichuvak, i Nurali Khan de l'Horda Petita Kazakh li van fer jurament de fidelitat, sense trencar amb Xina, de manera que per un temps fou vassall dels dos estats.
Mentre els xinesos havien seguit amb les seves victòries i ara assaltaven els districtes de Kokand i Taixkent, els governants de les quals van cridar en ajut a Ahmad Shah Durrani, el sobirà de l'Afganistan; també Kaixgar, Yarkand, i altres llocs van cridar aquest sobirà, que va enviar un fort exèrcit que va topar amb els xinesos en un lloc entre Taixkent i Kokand. Al mateix temps una mena de gihad fou declarada pels imams i els poders musulmans veïns van ser convidats a participar. Abilmambet Khan, com a nominal sobirà de l'Horda Mitjana, va ser un dels convidats però com que no tenia cap autoritat va remetre la invitació a Abylai. En aquesta mateix temps els xinesos havien concedit un diploma a Abylai i l'havien autoritzat a establir-se al riu Ili on li garantien protecció; Sultan Ahmed i altres notables, amb els seus fills, foren entregats als xinesos com a ostatges (el que tenia per objecte evitar el suport a l'aliança musulmana). Els russos pel seu costat van fer construir una petita ciutat a la riba del Kolchakli, que seria una mena de lloc de trobada pels kazakhs; el 1764 es va construir la fortalesa de Semipalàtinsk com a lloc de mercat pels kazakhs, a petició d'Abulfeiz, fill d'Abilmambet Khan i germà de Pulad Khan de Turquestan, cap dels naimans, la més poderosa tribu de l'Horda Mitjana, que vivia a jungària i era més o menys dependent de la Xina; també va demanar als russos l'enviament de cultivadors per ensenyar les tècniques agrícoles al seu poble, cosa que els russos van concedir immediatament si bé van agafar ostatges com a garantia de la seguretat dels tècnics.
Vers el 1770 hi va haver una dura lluita amb els torguts calmucs. Els calmucs van passar per les terres dels seus antics enemics kazakhs i aquests no van desaprofitar l'ocasió per la venjança; els van infringir severes pèrdues, especialment Sultan Abilfeiz que va dirigir un contingent kazakh unificat i va fer molts presoners. Abilmambet Khan va morir el 1771 i Abylai va agafar obertament el títol de kan cosa que va provocar la protesta a Orenburg de Sultan Dair (després Dair Khan), fill de Borrak Khan; quan els russos van demanar a Abylei la justificació del seu títol va al·legar que l'havia adquirit primer per les seves victòries sobre els torguts i després al morir Abilmambet, pels sufragis dels kazakhs i les poblacions de les ciutats de Turquestan i Taixkent. Els russos van acceptar però li van demanar que fes una sol·licitud de nomenament al que Abylai va dir que la feria més endavant.
El 1775 diversos caps de l'Horda Mitjana incloent Abilfeiz, i un fill i un nebot d'Abylai Khan, van anar a veure a les autoritats russes a la frontera i van demanar ser acceptats com a subjectes russos (el que els assegurava pensions i regals) però aquests van refusar al·legant que els kazakhs ja eren subjectes russos. Abylai Khan va enviar finalment el 1777 al seu fill Tungum a Sant Petersburg amb la petició de ser nomenat kan. El 22 d'octubre de 1778 un diploma que el nomenava kan fou enviat a Orenburg junt amb una capa, una gorra i un sabre, i se'l convidava a anar a Troitsk o una altra fortalesa russa per rebre el nomenament; Abylai va refusar i va haver d'anar al seu campament un oficial rus que li va prendre el jurament de lleialtat. per no ofendre a la Xina no va acceptar els regals de l'emperadriu que es van quedar a Petropavlovsk.
Quan va demanar ajut als russos contra els buruts li fou refusada i en revenja va denegar l'alliberament d'alguns presoners russos i als turcmans que acompanyaven als torguts i havien quedat endarrere quan aquests van sortir del país; com a resposta els russos van retirar la pensió que pagaven al kan i van incitar alguns notables en contra seva. Se'l volien emportar a Rússia però això va fracassar i després Abylai va fer una campanya triomfal contra els buruts després de la qual es va retirar a Turquestan. Va construir una residència rodejada d'una muralla per al seu fill Hadil a la vora del riu Talas, i a petició dels kazakhs de la Gran Horda que eren els seus súbdits, va fundar una petita població en un lloc proper, que va poblar amb karakalpaks, experts en agricultura. Els buruts presoners els va portar al nord del país de l'Horda Mitjana on vivien encara al segle xix i eren coneguts com a jany o yany quirguisos (nous quirguisos).
El 1781 va tornar cap a la frontera russa però va morir pel camí quan tenia 70 anys. Fou enterrat a Turquestan. Els xinesos van enviar un oficial que va celebrar un funeral d'estat. El va succeir el seu fill Wali Khan.